# Vesna Fabjan
Vesna Fabjan (Kranj, 13 marzo 1985) è una fondista slovena.

## Biografia
In Coppa del Mondo ha esordito il 13 febbraio 2005 a Reit im Winkl (49ª), ha ottenuto il primo podio il 5 dicembre 2009 a Düsseldorf (3ª) e la prima vittoria il 22 gennaio 2010 a Rybinsk.
In carriera ha preso parte a quattro edizioni dei Giochi olimpici invernali, Torino 2006 (40ª nella sprint, 14ª nella sprint a squadre), Vancouver 2010 (33ª nella 10 km, 23ª nella sprint, 10ª nella sprint a squadre, 14ª nella staffetta), Soči 2014 (3ª nella sprint, 11ª nella staffetta) e Pyeongchang 2018 (8ª nella staffetta), e a sei dei Campionati mondiali (4ª nella sprint a Oslo 2011 il miglior risultato).

## Palmarès

### Olimpiadi
- 1 medaglia:
  - 1 bronzo (sprint a Soči 2014)

### Coppa del Mondo
- Miglior piazzamento in classifica generale: 21ª nel 2010
- 6 podi (5 individuali, 1 a squadre):
  - 2 vittorie (individuali)
  - 1 secondo posto (a squadre)
  - 3 terzi posti (individuali)

#### Coppa del Mondo - vittorie
| Data            | Località | Nazione | Spec. |
| --------------- | -------- | ------- | ----- |
| 22 gennaio 2010 | Rybinsk  | Russia  | SP TL |
| 5 febbraio 2011 | Rybinsk  | Russia  | SP TL |

Legenda:

TL = tecnica libera

SP = sprint